# Патуљасти мошусни јелен
Патуљасти мошусни јелен (лат. Moschus berezovskii) је сисар из реда папкара (Artiodactyla) и породице мошусних јелена (Moschidae).

## Распрострањење
Врста има станиште у Вијетнаму и Кини.

## Станиште
Патуљасти мошусни јелен има станиште на копну.

## Угроженост
Ова врста се сматра угроженом.

### Популациони тренд
Популација ове врсте се смањује, судећи по расположивим подацима.